# Vaux-sur-Aure
Pour les articles homonymes, voir Vaux et Aure.
Vaux-sur-Aure est une commune française, située dans le département du Calvados en région Normandie, peuplée de 284 habitants (les Vallonnais).

## Géographie
Vaux-sur-Aure est une commune du Bessin située à trois kilomètres de Bayeux et quatre kilomètres des côtes de la Manche (Longues-sur-Mer), elle est traversée par l'Aure.
| Commes, Maisons                                    | Longues-sur-Mer | Longues-sur-Mer              |
| Maisons, Sully                                     | Vaux-sur-Aure   | Saint-Vigor-le-Grand         |
| Sully, Vaucelles (sur quelques dizaines de mètres) | Bayeux          | Saint-Vigor-le-Grand, Bayeux |

### Hydrographie
La commune est située dans le bassin Seine-Normandie. Elle est drainée par l'Aure, le ruisseau de Fumichon, le fossé 01 du Petit Fumichon, le ruisseau du Ponchot et divers autres petits cours d'eau,.
L'Aure, d'une longueur de 82 km, prend sa source dans la commune de Caumont-sur-Aure et se jette  dans la Vire en limite d'Osmanville, Isigny-sur-Mer et Carentan-les-Marais, après avoir traversé 26 communes. Les caractéristiques hydrologiques de l'Aure sont données par la station hydrologique située sur la commune de Maisons. Le débit moyen mensuel est de 3,59 m3/s. Le débit moyen journalier maximum est de 61,9 m3/s, atteint lors de la crue du 26 janvier 1995. Le débit instantané maximal est quant à lui de 71,8 m3/s, atteint le même jour.

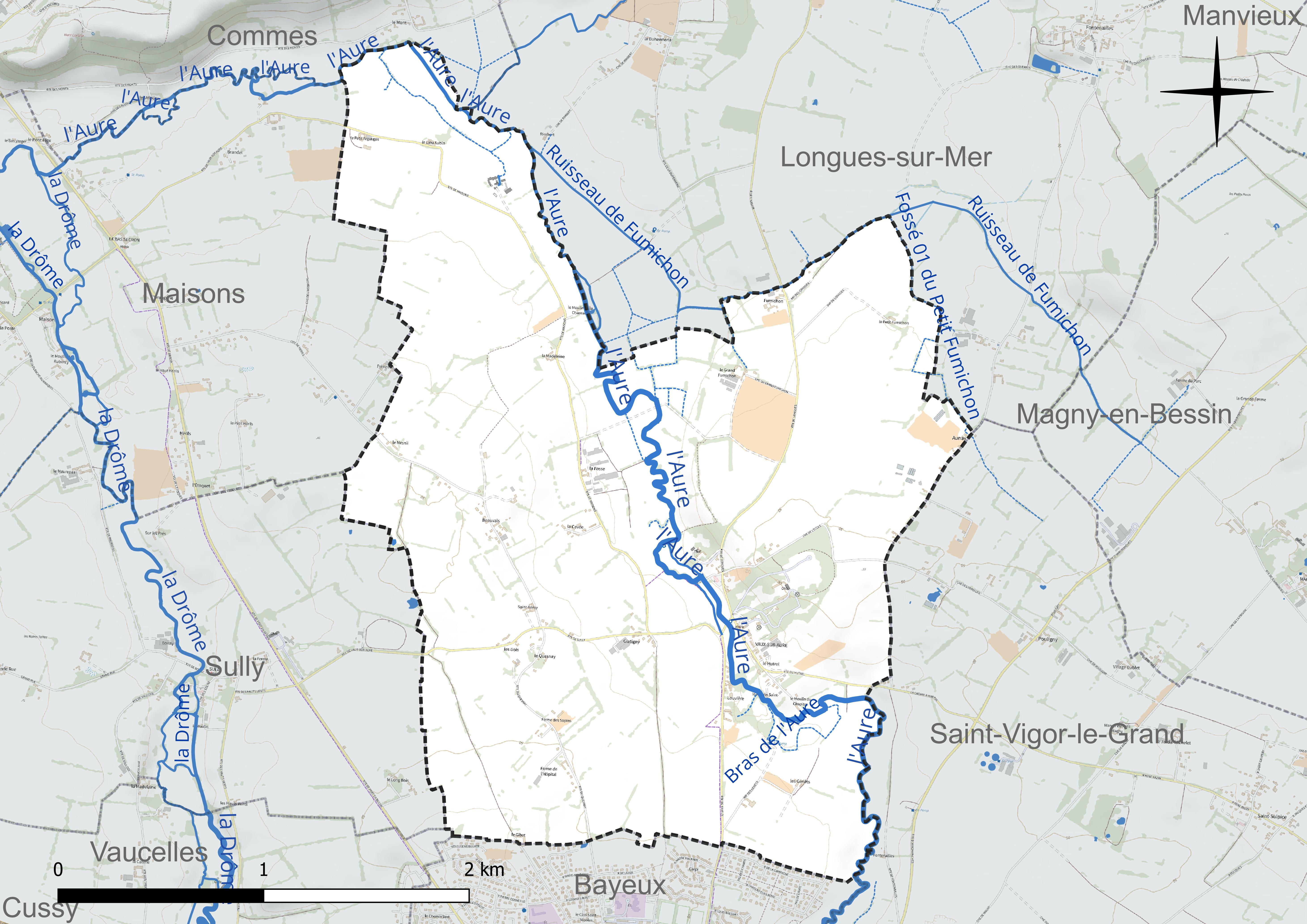
Réseau hydrographique de Vaux-sur-Aure.

### Climat
Pour des articles plus généraux, voir Climat de la Normandie et Climat du Calvados.
En 2010, le climat de la commune est de type climat océanique franc, selon une étude du CNRS s'appuyant sur une série de données couvrant la période 1971-2000. En 2020, Météo-France publie une typologie des climats de la France métropolitaine dans laquelle la commune est exposée à un climat océanique et est dans la région climatique  Normandie (Cotentin, Orne), caractérisée par une pluviométrie relativement élevée (850 mm/a) et un été frais (15,5 °C) et venté. Parallèlement le GIEC normand, un groupe régional d'experts sur le climat, différencie quant à lui, dans une étude de 2020, trois grands types de climats pour la région Normandie, nuancés à une échelle plus fine par les facteurs géographiques locaux. La commune est, selon ce zonage, exposée à un « climat des plateaux abrités », correspondant à la plaine agricole de Caen à Falaise, sous le vent des collines de Normandie et proche de la mer, se caractérisant par une pluviométrie et des contraintes thermiques modérées.
Pour la période 1971-2000, la température annuelle moyenne est de 10,9 °C, avec une amplitude thermique annuelle de 11,4 °C. Le cumul annuel moyen de précipitations est de 745 mm, avec 12,9 jours de précipitations en janvier et 7,5 jours en juillet. Pour la période 1991-2020, la température moyenne annuelle observée sur la station météorologique la plus proche, située sur la commune de Balleroy-sur-Drôme à 17 km à vol d'oiseau, est de 11,2 °C et le cumul annuel moyen de précipitations est de 924,3 mm,. Pour l'avenir, les paramètres climatiques de la commune estimés pour 2050 selon différents scénarios d'émission de gaz à effet de serre sont consultables sur un site dédié publié par Météo-France en novembre 2022.

## Urbanisme

### Typologie
Au 1er janvier 2024, Vaux-sur-Aure est catégorisée commune rurale à habitat dispersé, selon la nouvelle grille communale de densité à 7 niveaux définie par l'Insee en 2022.
Elle est située hors unité urbaine. Par ailleurs la commune fait partie de l'aire d'attraction de Bayeux, dont elle est une commune de la couronne,. Cette aire, qui regroupe 29 communes, est catégorisée dans les aires de moins de 50 000 habitants,.

### Occupation des sols

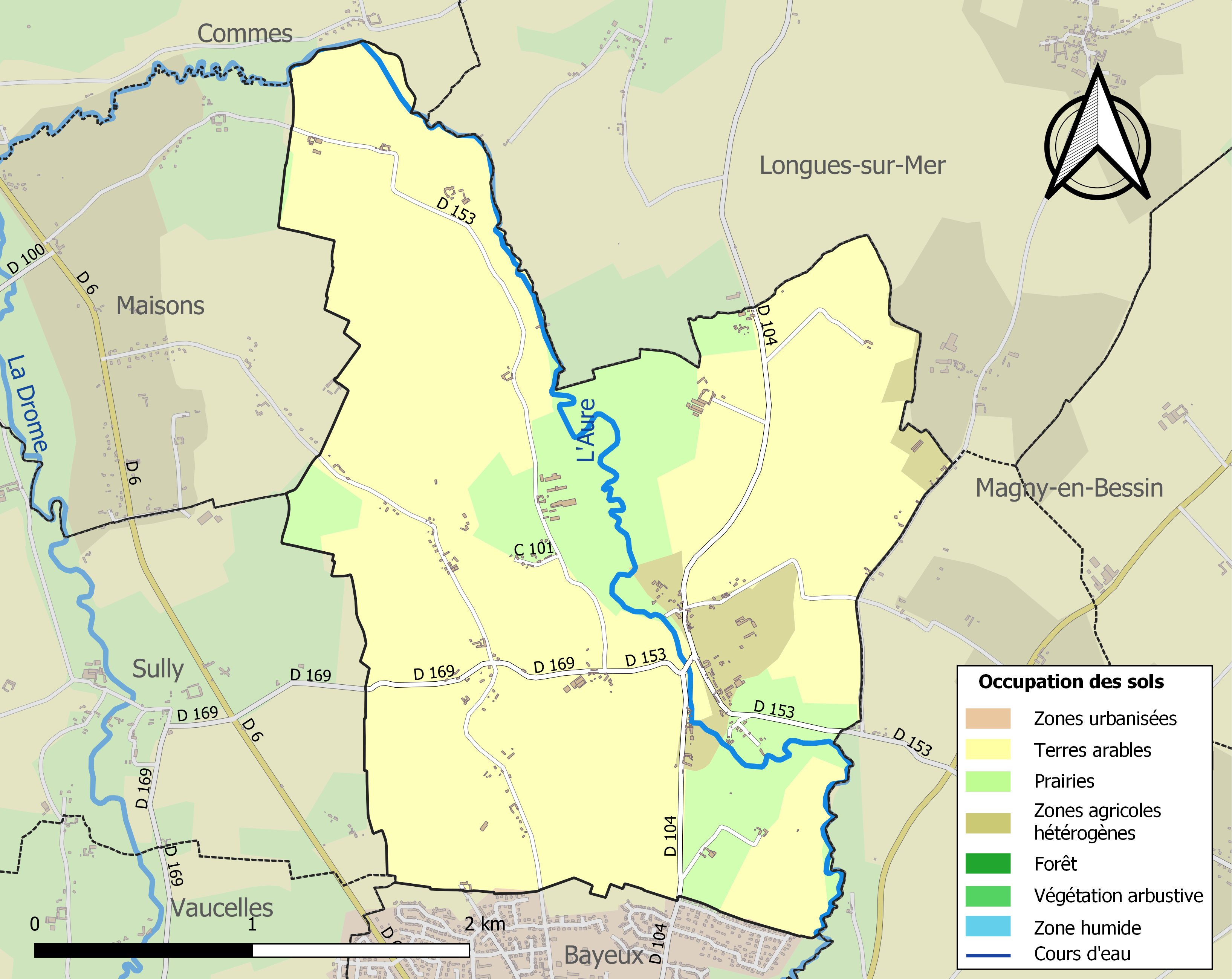
Carte des infrastructures et de l'occupation des sols de la commune en 2018 (CLC).

L'occupation des sols de la commune, telle qu'elle ressort de la base de données européenne d'occupation biophysique des sols Corine Land Cover (CLC), est marquée par l'importance des territoires agricoles (100 % en 2018), une proportion identique à celle de 1990 (100 %).
La répartition détaillée en 2018 est la suivante : terres arables (76,8 %), prairies (18,3 %), zones agricoles hétérogènes (4,9 %).
L'évolution de l'occupation des sols de la commune et de ses infrastructures peut être observée sur les différentes représentations cartographiques du territoire : la carte de Cassini (XVIIIe siècle), la carte d'état-major (1820-1866) et les cartes ou photos aériennes de l'IGN pour la période actuelle (1950 à aujourd'hui).

## Toponymie
Le nom de la localité est attesté sous les formes Villa quœ dicitur Vallis super Oram en 1158 ; Valles super Horam en 1229 ; Vaux sur Aure en 1236 ; Vaux sur Ore entre 1242 et 1422 ; Valles super Auram en 1277 ; Vaus super Auream en 1278 ; Vaulx sur Ore 1377 ; Vaulx sur Oyre en 1418 ; Vaux sur Roure en 1667.
Vaux est le pluriel de val, vallée.
L'Aure est une rivière de Normandie, affluent de rive droite de la Vire.

## Histoire
Au XVIIIe siècle, Michel Hemerel, conseiller du roi et sieur de la Ferrière est seigneur et patron de Vaux-sur-Aure.
En 1829, Vaux-sur-Aure (323 habitants en 1821) absorbe Argouges-sur-Aure (25 habitants),.

## Politique et administration
| Période                                  | Période   | Identité                                 | Étiquette | Qualité                              |
| ---------------------------------------- | --------- | ---------------------------------------- | --------- | ------------------------------------ |
| Les données manquantes sont à compléter. |           |                                          |           |                                      |
| ca 1848                                  |           | Henri de Toustain-Richebourg (1818-1912) |           |                                      |
| Les données manquantes sont à compléter. |           |                                          |           |                                      |
| (maire en 1981)                          |           | Raphaël Salaun                           |           |                                      |
| 1995                                     | mars 2008 | Claude Burel                             |           | Directeur de centre de rééducation   |
| mars 2008                                | En cours  | Benoît Demoulins                         | SE        | Directeur de fédération de chasseurs |
| Les données manquantes sont à compléter. |           |                                          |           |                                      |

Le conseil municipal est composé de onze membres dont le maire et trois adjoints.

## Démographie
L'évolution du nombre d'habitants est connue à travers les recensements de la population effectués dans la commune depuis 1793. Pour les communes de moins de 10 000 habitants, une enquête de recensement portant sur toute la population est réalisée tous les cinq ans, les populations de référence des années intermédiaires étant quant à elles estimées par interpolation ou extrapolation. Pour la commune, le premier recensement exhaustif entrant dans le cadre du nouveau dispositif a été réalisé en 2004.
En 2022, la commune comptait 284 habitants, en évolution de −18,86 % par rapport à 2016 (Calvados : +1,58 %, France hors Mayotte : +2,11 %).
Vaux-sur-Aure a compté jusqu'à 416 habitants en 1846.
| 1793 | 1800 | 1806 | 1821 | 1831 | 1836 | 1841 | 1846 | 1851 |
| ---- | ---- | ---- | ---- | ---- | ---- | ---- | ---- | ---- |
| 378  | 306  | 354  | 323  | 392  | 410  | 414  | 416  | 411  |

| 1856 | 1861 | 1866 | 1872 | 1876 | 1881 | 1886 | 1891 | 1896 |
| ---- | ---- | ---- | ---- | ---- | ---- | ---- | ---- | ---- |
| 371  | 415  | 427  | 373  | 389  | 342  | 308  | 322  | 308  |

| 1901 | 1906 | 1911 | 1921 | 1926 | 1931 | 1936 | 1946 | 1954 |
| ---- | ---- | ---- | ---- | ---- | ---- | ---- | ---- | ---- |
| 289  | 286  | 292  | 255  | 272  | 299  | 273  | 379  | 361  |

| 1962 | 1968 | 1975 | 1982 | 1990 | 1999 | 2004 | 2006 | 2009 |
| ---- | ---- | ---- | ---- | ---- | ---- | ---- | ---- | ---- |
| 265  | 250  | 296  | 318  | 324  | 344  | 313  | 305  | 322  |

| 2014 | 2019 | 2022 | - | - | - | - | - | - |
| ---- | ---- | ---- | - | - | - | - | - | - |
| 340  | 307  | 284  | - | - | - | - | - | - |

## Culture locale et patrimoine

### Lieux et monuments

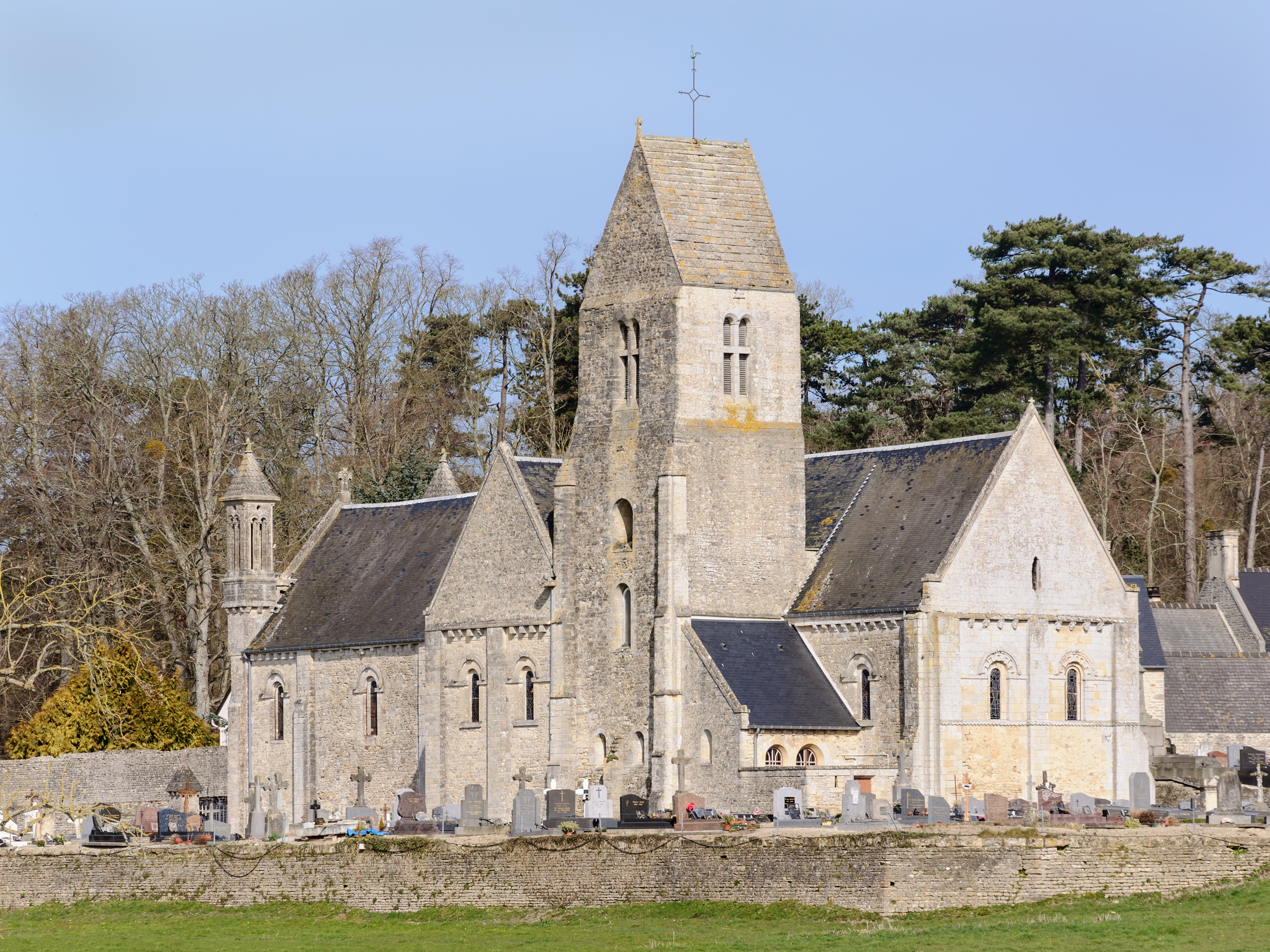
Église Saint-Aubin de Vaux-sur-Aure.

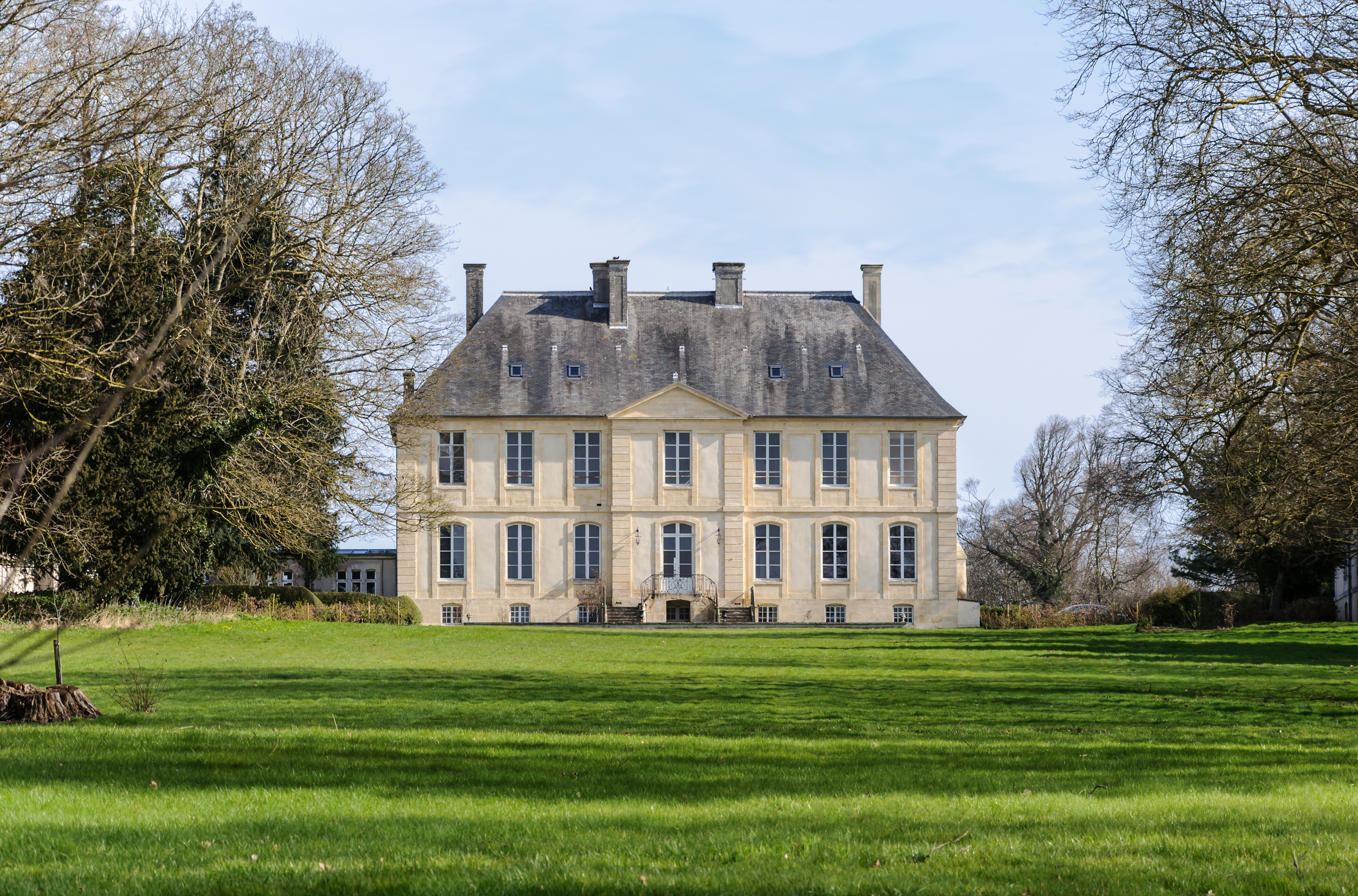
Le château de la Ferrière.

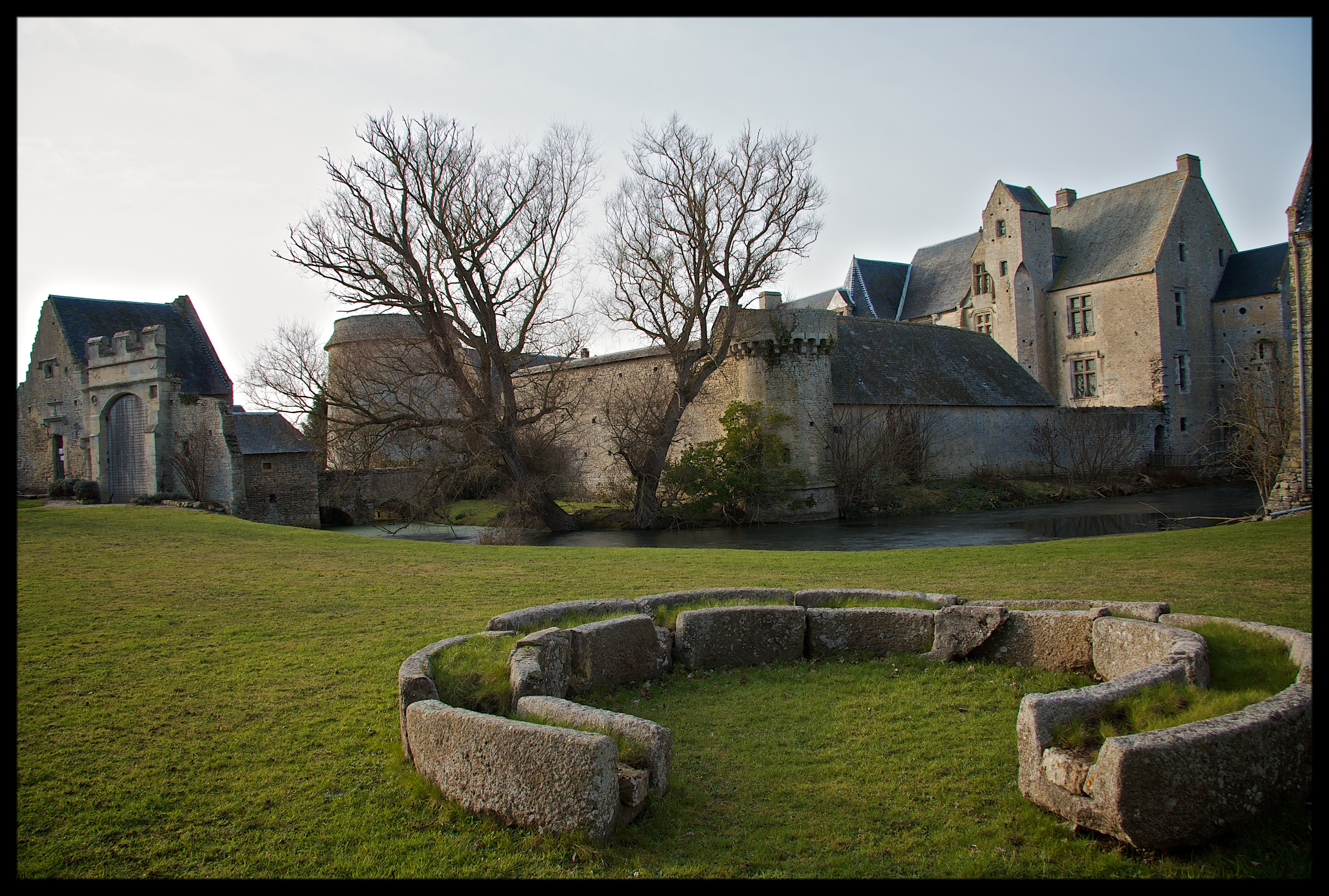
Manoir d'Argouges.

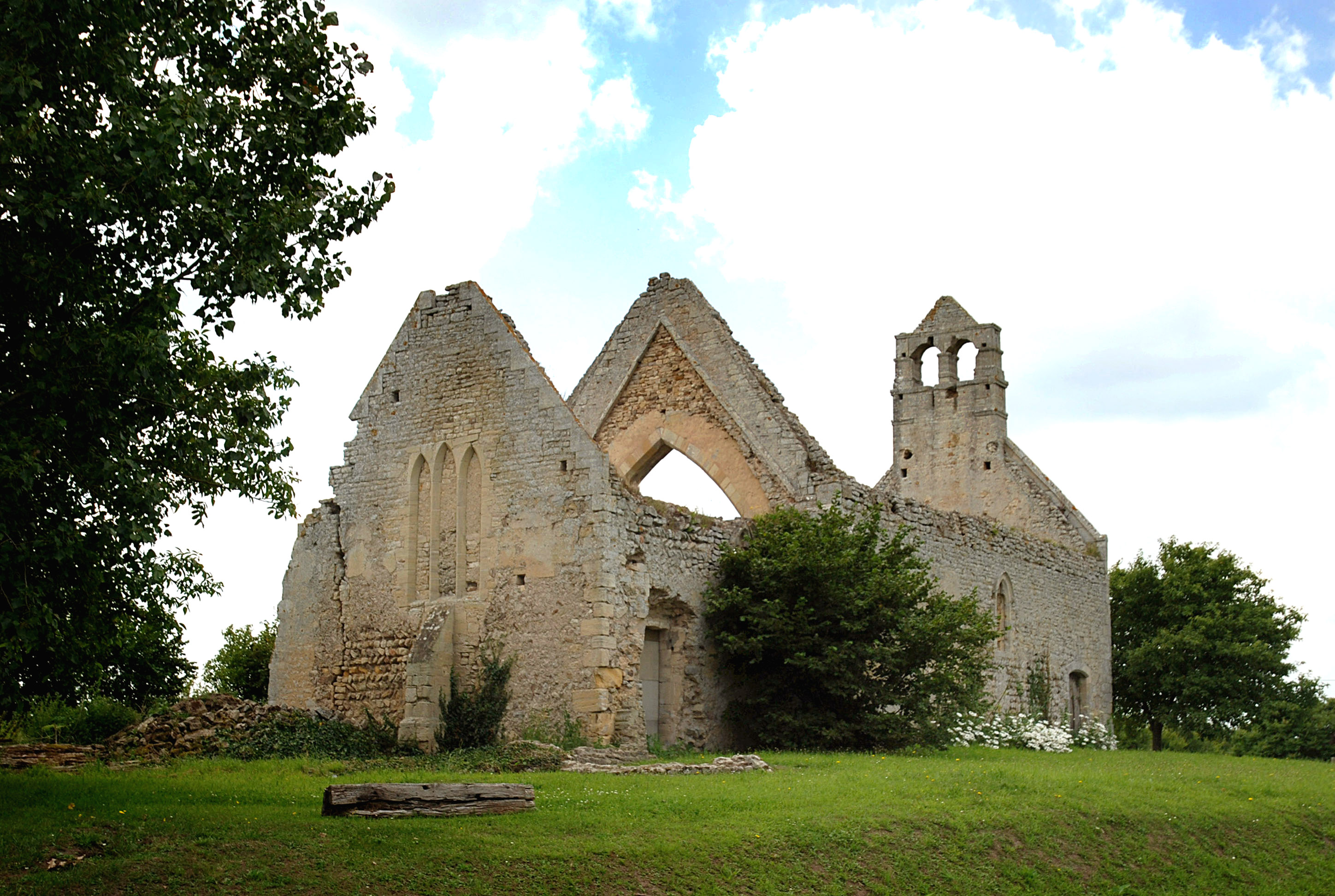
Vestiges de l'église Saint-Pierre d'Argouges-sur-Aure.

- Église Saint-Aubin inscrite partiellement au titre des monuments historiques[39] : fondée au XIIe siècle, elle a fait l'objet d'une réfection quasi complète au XIXe siècle en style néo-roman.
- Château de la Ferrière de la première moitié du XVIIIe siècle.
- Manoir d'Argouges de la fin du XVe siècle. Il est classé au titre des monuments historiques par décret du 27 juillet 1924[40].
- Château de la Haizerie[41] de la première moitié du XIXe siècle : édifice d'époque Louis-Philippe, à demi-caché dans son bois de haut jet, derrière l'église Saint-Aubin. Bâti vers 1840 par les parents du père Marc-Marie de Rotz, qui partit évangéliser le Japon à la fin du XIXe siècle, c'est un exemple du style palladien très épuré, sec mais élégant, style très peu représenté en Normandie. Une seule souche de cheminée rassemble au faîte du toit toutes les cheminées du château, en un long couronnement très original. Longtemps siège d'administrations agricoles (l'INRA entre autres).
- Ferme de la Madelaine du XVIIe siècle.
- Ferme-manoir du Grand Fumichon des XVIe et XVIIe siècles. Au XIXe siècle elle devient la ferme du château voisin de la Ferrière lorsque celui-ci est acquis par la famille des vicomtes de Toustain de Richebourg. En 1928, la ferme est achetée par un agriculteur alsacien qui la remanie et la modernise profondément. En 1964, elle change de mains et appartient depuis cette date à la même famille.

Le corps de ferme, entièrement clos par les bâtiments agricoles et un petit mur d'enceinte, est accessible par un portail, avec porte charretière et porte piétonne surmontées d'un arc en anse de panier avec une clé de voûte sculptée. Le logis seigneurial, construit en moellon calcaire et couvert d'un toit en ardoises percé de massives souches de cheminées, adopte un plan rectangulaire. Sa porte principale est encadrée par deux pilastres surmontés d'un linteau en pierre et d'un fronton triangulaire. Parmi les communs, on peut voir notamment une grange, des écuries, des étables, une porcherie, une bergerie, une boulangerie avec son four à pain et une charreterie où subsiste la trace de trois anciennes portes charretières. Inhabituelle sur des bâtiments agricoles, la présence de lucarnes avec frontons sculptés. La cidrerie, reconnaissable à son pressoir, comporte un étage, en fait un grenier, où sont stockées les pommes qui, une fois mûres, tombent par un trou pratiqué dans le plancher dans le grugeoir situé au rez-de-chaussée pour y être écrasées afin d'en extraire le jus.
- Promenade du père de Rotz. Aménagée le long de l'Aure, elle passe au pied du château de la Haizerie.
- Vestiges de l'église Saint-Pierre d'Argouges-sur-Aure (XIIe siècle). Son clocher à arcade est encore en place.

### Personnalités liées à la commune
- Gabriel Moisson de Vaux (1742-1802), botaniste, propriétaire du château de la Ferrière.
- François Laquet (Argouges, 1760 - 1837), général français de la Révolution et de l'Empire.
- Le père Marc Marie de Rotz (1840-1914), missionnaire des Missions étrangères de Paris au Japon, notamment à Sotome, commune maintenant fusionnée avec Nagasaki, où il a laissé une réputation d'homme de bien[43],[44],[45].

### Héraldique
| Blason de Vaux-sur-Aure | Blason  | Coupé : au 1er d'azur à l'étoile d'or, au 2e parti d'azur et d'or à la quintefeuille de gueules brochant sur le parti, à la fasce de sinople chargée d'une trangle ondée d'argent, brochant sur la partition. |
| Blason de Vaux-sur-Aure | Détails | Adopté le 10 juillet 2014. |

## Jumelages
- Nagasaki (Japon) depuis 2005[47], par l'absorption[48] de Sotome, ancien jumelage de 1978[49], en 2005.